# Eric Bengtson
Eric Bengtson, född 31 juli 1897 i Norra Vram, död 6 april 1948 i Gävle, var en svensk kapellmästare, musikarrangör, kompositör och dirigent. Han använde sig ibland av pseudonymen Pierre Leblanc.

## Filmmusik (urval)
- 1926 – Hon, Han och Andersson
- 1930 – Fridas visor
- 1930 – Kronans kavaljerer
- 1931 – Röda dagen
- 1932 – Landskamp
- 1932 – Pojkarna på Storholmen
- 1932 – Vi som går köksvägen
- 1933 – Vi som går kjøkkenveien
- 1933 – Pettersson & Bendel
- 1934 – Anderssonskans Kalle
- 1934 – Uppsagd
- 1935 – Flickornas Alfred
- 1935 – Valborgsmässoafton
- 1936 – 33.333
- 1936 – På Solsidan
- 1936 – Johan Ulfstjerna
- 1937 – Ryska snuvan
- 1937 – Konflikt
- 1937 – John Ericsson – segraren vid Hampton Roads
- 1938 – Dollar
- 1938 – En kvinnas ansikte
- 1938 – Den stora kärleken
- 1938 – Två år i varje klass
- 1938 – Styrman Karlssons flammor

## Filmografi, roller i urval
- 1930 – För hennes skull
- 1931 – Brokiga Blad
- 1932 – Pojkarna på Storholmen